# Боррель, Жозеп
Жозе́п Борре́ль Фонте́льес (исп. Josep Borrell Fontelles; кат. Josep Borrell i Fontelles; род. 24 апреля 1947, Побла-де-Сегур, Каталония, Испания) — испанский политик, член Испанской социалистической рабочей партии (ИСРП), с 20 июля 2004 по 16 января 2007 — председатель Европейского парламента. С 1 декабря 2019 по 30 ноября 2024 — Верховный представитель Европейского Союза по иностранным делам и политике безопасности; в составе первой Комиссии фон дер Ляйен.
С 1974 года Жозеп Боррель состоит в Партии европейских социалистов (ПЕС).
С 7 июня 2018 года по 30 ноября 2019 года занимал должность министра иностранных дел в испанском правительстве Педро Санчеса.

## Биография
Жозеп Боррель родился 24 апреля 1947 года в деревне Побла-де-Сегур, где его отцу принадлежала небольшая пекарня. Желание учиться Жозепу привила мать, отец, напротив, считал, что образование только вредит и сын должен овладеть семейным ремеслом.
В 10 лет Жозеп оставил школу и продолжал обучение заочно, работая в семейной пекарне. Начальное образование Боррелем было получено из книг, своё образование Жозеп смог завершить в Лериде (Каталония). Окончив с отличием среднюю школу, Боррель отправился в Барселону изучать бухгалтерский учёт; но уже через год (в 1965 году) прервал обучение ради специальности «аэрокосмическая инженерия» в Мадридском политехническом университете, который и окончил в 1969 году. Во время учёбы в Мадриде Боррель стал изучать экономические науки в университете Комплутенсе. Стажировался в США и Франции, защитил докторскую диссертацию по экономике.
Летом 1969 года он жил в кибуце в Израиле, где встретил свою будущую жену француженку Каролину Майер (в настоящее время они находятся в разводе). В 1972—1981 годах работал инженером в национальной нефтяной компании Испании. Был избран одним из лидеров профсоюзов. В социалистическую партию вступил в 1974 году. В 1979 году стал главой финансового департамента регионального правительства Мадрида, а в 1982 году получил пост министра финансов в новом правительстве ИСРП Фелипе Гонсалеса. В 1986 году был избран в испанский парламент от провинции Барселона и до 2004 года оставался членом парламента. В 1998 году он соперничал с генеральным секретарём ИСРП Хоакином Альмуния на предварительных выборах, определявших, кого из кандидатов партия будет выдвигать в 2000 году на всеобщих выборах. В 1999 году под давлением ИСРП Боррель был вынужден подать в отставку.
В 2004 году премьер-министр и генеральный секретарь ИСРП Хосе Луис Родригес Сапатеро предложил Боррелю возглавить список кандидатов от социалистов на европейских выборах в парламент. В итоге на выборах Европейского парламента Боррель получил абсолютное большинство голосов (388 из 700) в первом туре голосования. Двумя другими кандидатами были польский либерал Бронислав Геремек (208 голосов) и французский коммунист Франсис Вюртц (51 голос). В рамках соглашения с консервативной фракцией в парламенте (Европейской народной партией), во второй половине срока, Борреля на посту президента сменил немецкий политик от консерваторов Ханс Герт Пёттеринг (2007 — июнь 2009).
С января 2007 по январь 2009 года Боррель был председателем комитета по развитию. 12 декабря 2008 года был выдвинут на пост президента Европейского университета и получил эту должность в январе 2010 года.
С 1998 года Боррель находится в отношениях с Кристиной Нарбоной, экс-министром окружающей среды Испании.

### Визит в Москву
4-6 февраля 2021 года Боррель посетил Москву, чтобы обсудить дело Алексея Навального и отношения России и ЕС. В ходе визита состоялась встреча с главой МИД России Сергеем Лавровым. В своём блоге на официальном сайте ЕС Боррель заявил об отдалении России от Евросоюза:
На этой неделе я приехал в Москву, чтобы проверить с помощью дипломатии, заинтересовано ли российское правительство в устранении разногласий и обращении вспять негативной тенденции в наших отношениях. Реакция, которую я получил, была явно обратной. Как ЕС, нам придется задуматься над более широкими последствиями и наметить дальнейший путь.
Оценки
От имени крупнейшей фракции в Европарламенте, фракции Европейской народной партии, главного соперника фракции Партии европейских социалистов, визит Борреля жёстко раскритиковала её вице-председатель, бывший министр иностранных дел Латвии Сандра Калниете:

Выступать на совместной пресс-конференции с российским министром иностранных дел Сергеем Лавровым в то время, когда ведущий оппозиционный политик Алексей Навальный снова под судом по политически мотивированным обвинениям, не помогает его делу. Это — пощёчина всем, кто защищает демократию…

Визит […] имел бы смысл только в том случае, если бы он посетил Алексея Навального и провёл обстоятельную беседу с теми, кто стоит за демократию. В реальности Боррель даже не попытался встретиться с Навальным. И даже не попытался напомнить о Крыме. Мы ожидали от Верховного представителя ЕС по иностранным делам, что он будет защищать европейские ценности, а не станет инструментом кремлёвской пропаганды", — возмущена Калниете, которая отвечает во фракции ЕНП за внешнеполитическую повестку.

## Высказывания в отношении России
В мае 2019 года в интервью изданию El Periódico Жозеп Боррель назвал Россию старым врагом: «Наш старый враг, Россия, снова говорит: „Я здесь“. И снова представляет угрозу». По словам Борреля, он считает Россию врагом Европы. Это заявление вызвало возмущение МИД РФ.
29 декабря 2021 года Жозеп Боррель в интервью газете Welt заявил, что требования России о прекращении расширения ЕС и НАТО на восток являются «совершенно неприемлемыми, особенно в отношении Украины». По его мнению, требования о гарантиях безопасности являются «чисто российской повесткой дня». Боррель также отметил, что Россия впервые представила свою повестку в письменной форме.
9 апреля 2022 года опубликовал в Твиттере сообщение о том, что война между Россией и Украиной будет выиграна на поле боя (англ. This war will be won on the battlefield).
11 апреля 2022 года Боррель заявил, что есть лишь два слова, характеризующие российскую агрессию против Украины: провал и ужас. «Это большой провал российской армии. Они пытались завоевать Киев, но их отбросили. Они отошли от Киева, потому что увидели, что не могут взять столицу», — уверен глава дипломатии ЕС. «Второе слово — ужас. То, что российская армия оставила после себя, — это убитые гражданские, уничтоженные города, неизбирательные бомбардировки, как та, что мы увидели на железнодорожном вокзале (Краматорска. — Ред.)», — рассказал Боррель, только вернувшийся из Бучи.
9 мая 2022 года в интервью Financial Times Боррель сказал, что ЕС следует рассмотреть вопрос об изъятии замороженных валютных резервов России, чтобы покрыть расходы на восстановление Украины после войны.
5 июня 2022 года Жозеп Боррель заявил в Твиттере, что Россия несёт прямую ответственность за любой дефицит в международной торговле зерном, и, вместо прекращения своей агрессии, активно стремится переложить ответственность на международные санкции.
27 июня 2022 года Боррель выразил сожаление о том, что патриарх Кирилл был исключён из итогового списка подсанкционных лиц, в рамках шестого пакета санкций против России.
29 июля 2022 года Жозеп Боррель возложил ответственность за гибель украинских военнопленных в Еленовке на Россию.
31 августа 2022 года на встрече министров иностранных дел ЕС в Праге Жозеп Боррель заявил, что с середины июля произошло «значительное увеличение числа пересечений границы» из России в ЕС, что он назвал «угрозой безопасности для этих соседних государств».
7 февраля 2023 года на конференции EEAS Боррель, выступая со вступительной речью, заявил, что ЕС оказывает практическую поддержку российским иноагентам, независимым СМИ, гражданскому обществу и правозащитникам.
1 апреля 2023 года Боррель написал в Твиттере, что переход председательства в Совете безопасности ООН к России подходит для Дня дурака. По его словам, «несмотря на то, что Россия является постоянным членом Совета безопасности, она постоянно нарушает саму суть правовых рамок ООН». Он заявил, что Евросоюз намерен противостоять любым злоупотреблениям со стороны России на посту председателя Совбеза.

## Награды
- Белый крест Военно-Воздушных заслуг (2024 год)[24].
- Командор ордена Почётного легиона (2015 год, Франция)[25].
- Орден «За заслуги» І степени (23 августа 2022 года, Украина) — за значительные личные заслуги в укреплении межгосударственного сотрудничества, поддержку государственного суверенитета и территориальной целостности Украины, весомый вклад в популяризацию Украинского государства в мире[26].
- Орден Почёта (9 декабря 2024 года, Молдавия) — за последовательную поддержку европейского курса Республики Молдова и её усилия по укреплению национальной безопасности, а также за продвижение интересов нашей страны в рамках европейских институтов[27].
- Крест Добрососедства (2024 год, Объединённый переходный кабинет Беларуси)[28].
- Антипремия "Борат от дипломатии" по версии журнала POLITICO за 2023 год[29][30][31].

## Труды
- Borrell Fontelles, José. Métodos matemáticos para la economía: campos y autosistemas (исп.). — Madrid: Pirámide, 1981.
- Borrell Fontelles, José. La república de Taxonia: ejercicios de matemáticas aplicadas a la economía (исп.). — Madrid: Pirámide, 1992.
- Borrell, José. Al filo de los días. — Madrid: Cauce, 1998.
- Borrell Fontelles, José. Aplicaciones de la teoría del control óptimo a la planificación económica (исп.). — Complutense University of Madrid, Facultad de Ciencias Económicas y Empresariales, 2015.
- Borrell, Josep. Los idus de octubre. Reflexiones sobre la crisis de la socialdemocracia y el futuro del PSOE (исп.). — Madrid: Editorial Catarata, 2017.